# 小田襄
小田 襄（おだ じょう、1936年6月3日 - 2004年1月24日）は、日本の彫刻家国際的金属造形作家で、ステンレスを使った作品で知られる。紫綬褒章受章・日本美術家連盟理事長・教育者として多摩美術大学・東北工業大学において多数の後進の教育に携わった。

## 略歴
- 1936年 東京都世田谷に生まれる。
- 1960年 東京芸術大学美術学部彫刻科卒業
- 1960年 新制作協会展に出品,1964年会員となる。
- 1961年 サロン・ド・プランタン賞受賞
- 1962年 東京芸術大学彫刻専攻科修了、4人の日本作家展（ニューヨーク）出品
- 1964年 ユーゴスラビア国際彫刻シンポジウム（ラヴネ）参加、現代美術の動向展（京都国立近代美術館）出品
- 1966年 現代美術の新世代展（東京国立近代美術館）出品、芸術と科学のシンポジウム（ポーランド）招待制作で優秀賞受賞
- 1967年 国際金属彫刻シンポジウム（チェコスロヴァキア）参加、1968年までイタリア政府留学生としてローマで制作
- 1968年 チェコスロヴァキア国際彫刻シンポジウム招待
- 1969年 第3回現代日本彫刻展（宇部市）で毎日新聞社賞受賞
- 1972年 第7回ジャパン・アートフェスティバル（メキシコ、アルゼンチンで優秀賞受賞
- 1973年 ブダペスト国際彫刻ビエンナーレ展（ハンガリー）出品
- 1974年 第4回神戸須磨離宮公園現代彫刻展で神戸公園協会賞受賞
- 1975年 第3回長野市野外彫刻賞受賞
- 1979年 第1回ヘンリー・ムーア大賞展優秀賞受賞
- 1980年 第7回神戸須磨離宮公園現代彫刻展で国立国際美術館賞受賞
- 1981年 日本と東欧展（国立国際美術館）出品
- 1983年 小田襄展（神奈川県立近代美術館）開催、第17回サンパウロ国際ビエンナーレ展（ブラジル）出品
- 1984年 第9回神戸須磨離宮公園現代彫刻展で大賞受賞
- 1986年 札幌芸術の森野外美術館に彫刻設置
- 1988年 第8回ラベンナ国際彫刻ビエンナーレ展で金メダル受賞
- 1989年 国際美術コングレス（マドリード）出席
- 1991年 ファウンデーション アケミで小田襄―彫刻と版画展開催
- 1993年 個展（イタリア）開催、国際金属彫刻シンポジウム（チェコ）参加
- 1995年 個展（ニュージーランド国立サージェントギャラリー）開催、パドバ国際彫刻ビエンナーレ展（イタリア）出品
- 1996年 日本の美術64年展（東京都現代美術館）出品
- 1997年 第4回緑の彫刻賞受賞（倉吉）、個展（倉吉博物館）開催
- 1998年 第13回ラベンナ国際彫刻ビエンナーレ展（イタリア）で国際審査員
- 1999年 国際美術コングレス（ニューデリー）出席、洞爺湖村国際ビエンナーレ（北海道洞爺湖町）審査員
- 2002年 紫綬褒章受章[2]
- 2003年 夢ーK2・アートスペースエリコーナ・若松光一郎・若松紀志子記念館モニュメント・作成
- 2004年 急性胆嚢炎のため[1]東京で死去
- 2007年 国際彫刻ビエンナーレ07・小田襄賞が設けられ主催者賞で準大賞に並ぶ賞金額150万円（北海道洞爺湖町）

## 参考・外部リンク
- 第1回現代日本彫刻展・1965・小田襄・一週間
- 第4回現代日本彫刻展・1971・小田襄・Contact
- 風景の夢・小田襄・2000年・中央区中島公園
- 《風景の調和》小田襄・碧南中央駅前
- アートスペースエリコーナ